# ب‌ام‌و ۷۰۰

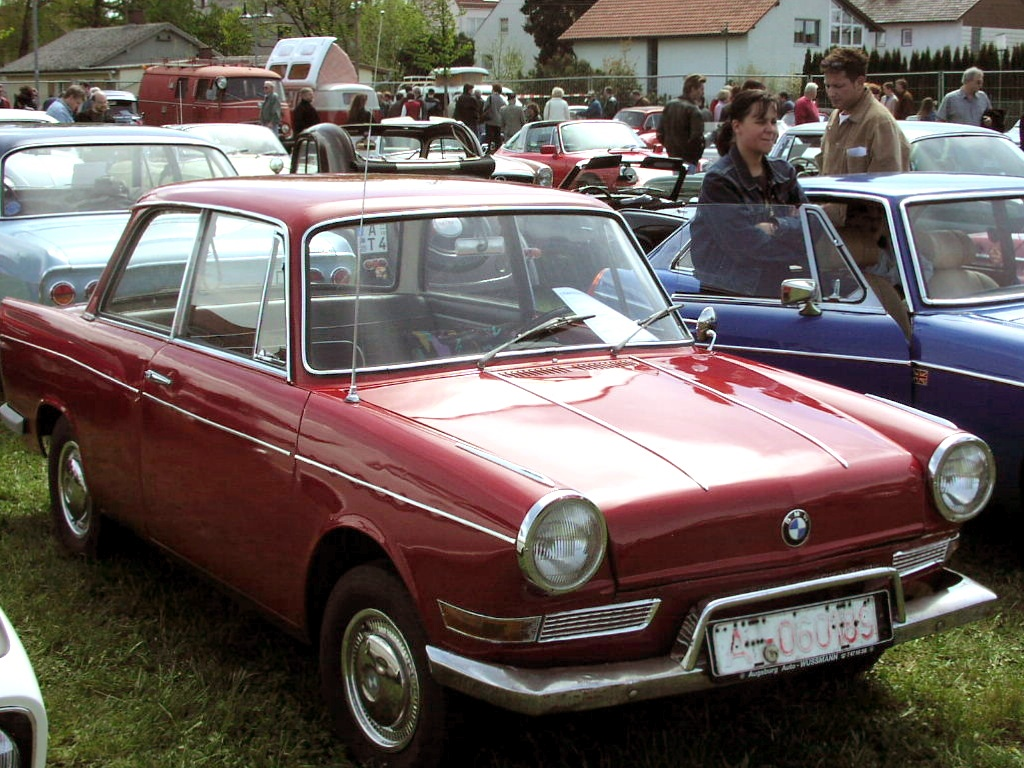

ب‌ام‌و ۷۰۰ (BMW ۷۰۰) خودرویی است که در سال‌های ۱۹۵۹–۱۹۶۵۱۸۸،۲۱۱ built
Saloon: ۱۵۴،۵۵۷
Coupé: ۳۱،۰۶۲
Convertible: ۲،۵۹۲تولید شده‌است.
طراحی آن خودروهای موتور عقب-محور عقب بوده طول آن در حالت طبیعی ۳٬۵۴۰ میلیمتر (۱۳۹ اینچ)، عرض آن در حالت طبیعی ۱٬۴۸۰ میلیمتر (۵۸ اینچ)، ارتفاع آن در حالت طبیعی ۱٬۲۷۰ میلیمتر (۵۰ اینچ) و وزن آن در حالت طبیعی ۶۴۰ کیلوگرم (۱٬۴۱۰ پوند) است.
موتور آن ۶۹۷ سی‌سی سیستم جعبه‌دندهٔ آن به صورت دستی است.